# André Danican Philidor
André Danican Philidor, detto anche Philidor il Vecchio, (Versailles, 1647 circa – Dreux, 1730), è stato un compositore francese, soprannominato Ordinaire de la Musique du Roi, ma soprattutto copista e bibliotecario del monarca.

## Biografia
Entrato il 12 ottobre 1659 alla Grand Ecurie di Luigi XIV come suonatore di cromorno e tromba marina succedette a suo zio Michel II entrato nel 1651, e Philidor divenne velocemente oboe dei moschettieri dal 1667 al 1677. In tale veste seguì Luigi XIV nella maggior parte delle sue campagne nelle Fiandre (tra cui l'assedio di Maastricht il 10 giugno 1673), Franca Contea, Paesi Bassi Lorena e Alsazia. Si specializzò nella composizione di marce militari per accompagnare le truppe.
Interprete nell'orchestra del Bourgeois gentilhomme che Molière rappresentò nel 1670 a Chambord, entrò a far parte come suonatore di fagotto nella Cappella della Regina dal 1672. "Cromorno e soprattutto oboe dei Petits Violons de la Chambre dal 1690 al 1716, Lully lo fece entrare Académie Royale de Musique dal 1677. "Tambour de la Chambre et Grande Écurie" di Luigi XIV dal 12 maggio 1678, lascerà definitivamente questo incarico il 6 giugno 1699, dopo aver accompagnato, una seconda volta, il suo monarca in Alsazia, Franca Contea, Lussemburgo, Germania e Fiandre. Dal 23 dicembre 1681 al 16 dicembre 1729, egli fu " oboe e soprattutto violino della "Chambre et Grande Écurie" e quindi "flauto e basso di cromorno dei Symphonistes de la Chapelle Royal nel 1682. Assunse quindi l'ambito titolo di Ordinaire de la Musique du Roi.
Nel 1702, sarà responsabile della custodia della Biblioteca della Musica di Luigi XIV che egli aveva fondato da poco per aggiungere alle produzioni composte durante il suo regno, tutte le opere musicali create sotto i suoi predecessori, Enrico IV e Luigi XIII. Fu François Fossard (1642-1702), piccolo violino del re e compositore sinfonico della Cappella del Re, che fu il primo responsabile di questo compito. André Danican distaccato dal 1683, come suo vice, gli succedette alla sua morte, come evidenziato da privilegio di edizione allegato alle "Airs italiens", pubblicato congiuntamente da due nel 1695:
(Luigi XIV)
È ad Andrè Danican che si deve la ricchezza inestimabile delle collezioni di musica della Biblioteca nazionale di Francia e di quella di Versailles: balletti, opere liriche, musica strumentale e sacra sono riuniti in volumi preziosi che raccolgono la maggior parte dei più importanti balletti e balletti commedia di Lully e le produzioni vocali di Delalande.
Con suo fratello, Jacques Danican Philidor "il giovane" egli è il capostipite della dinastia che ha lavorato al servizio di Luigi XIV. Anne e François sono stati tra i 23 figli, di due matrimoni diversi di Andrè, come Pierre sarà di Jacques. Secondo Titon du Tillet:questi musicisti composero dei Concerti piacevoli e brillanti sul Parnaso, che ci fanno risuonare colline, vallate e voci [...]". E segue poi su Andrè: "Pierre Dancan Philidor, bibliotecario della Musica del Re, ha assemblato due libri di sinfonie, della maggior parte delle quali è il compositore: sono stati stampati da Christophe Ballard così come due libri di sonate e arie per flauto e oboe di François Philidor, suo figlio

## Opere principali
- 1670: La Marche des Mousquetaires ; La (nouvelle) Marche des Mousquetaires.
- 1674: La Descente des armes des Mousquetaires.
- 1679: La Marche française.
- 1680: Concert de hautbois.
- 1685: Midas, mascarade; 55 pièces pour trompettes et timbales; La Marche du carrousel du Dauphin.
- 1687: Le Canal de Versailles, ballet.
- 1688: La Princesse de Crête, comédie héroïque; Le Mariage de la Grosse Cathos avec la Couture, mascarade.
- 1690: La Marche des pompes funèbres pour la Dauphine.
- 1692: La Marche des Grenadiers à cheval.
- 1694: La Marche pour les Boulonnais du duc d'Aumont.
- 1695: 24 danses et airs Italiens.
- 1699: Suites de (20) danses pour les violons et hautbois qui sejouent ordinairement aux bals chez le roi - Livre Ier par Mr. Philidor l'aîné.
- 1700: Mascarades: Le Roy de la Chine ; Les Savoyards ; La Noce de village ; Le Vaisseau Marchand ; La Fête d'Arcueil ; 4 suites pour basse.
- 1702: La Marche pour les Mousquetaires du Roi d'Espagne.
- 1705: La Générale de la Garde française ; La Marche suisse ; Marche; La Marche du Régiment de Saluces; La Marche liégeoise; La Marche hollandaise; 7 appels de chasse.
- 1712: 28 menuets et 1 passepied.
- 1715: 11 danses; Suite en E si mi; Suite en E si mi.
- 1717: Le Cercle d'Anet, divertissement instrumental; Menuet.
- 1719: Suite en B fa si; 19 danses.
- s.d. : Menuet pour guitare; Musette.